# Lucius Icilius
Lucius Icilius est un tribun du peuple (454 avant J.-C.) de la République romaine. Il obtint que les terres du domaine public de l'Aventin fussent distribuées au peuple, et que les tribuns eussent le droit de convoquer le sénat et de parler dans cette assemblée. Lors de l'enlèvement par le décemvir Appius Claudius de la jeune Virginie, à laquelle il était fiancé, il s'opposa courageusement au ravisseur et souleva l'armée contre les Décemvirs. Il fut, après leur chute, créé tribun du peuple pour la 2e fois (449).